# Helina macrocera
Helina macrocera är en tvåvingeart som beskrevs av Willi Hennig 1957. Helina macrocera ingår i släktet Helina och familjen husflugor. Inga underarter finns listade i Catalogue of Life.